# Symphonie no 24 de Michael Haydn
Pour les articles homonymes, voir Symphonie no 24.
La Symphonie no 24 en la majeur , Perger 15, Sherman 24, MH 302, est une symphonie de Michael Haydn, composée le 19 juillet 1781 à Salzbourg.

## Analyse de l'œuvre
Elle comporte quatre mouvements:
1. Allegro con brio
2. Andante cantabile
3. Menuet et Trio
4. Presto

Durée de l'interprétation : environ 24 minutes.

## Instrumentation
La symphonie est écrite pour 2 flûtes, 2 hautbois, 2 bassons, 2 cors, 1 cor de postillon et les cordes.